# 阿茲特克活人獻祭
活人祭祀在中部美洲的許多地方很常見，所以當阿茲特克人到達墨西哥山谷時，這種儀式並不是什麼新鮮事，也不是前哥倫布時期的墨西哥所獨有的。 其他中美洲文化，如Purépechas人和托爾特克人，以及瑪雅人也進行祭祀。從考古證據來看，它可能自奧爾梅克時代（公元前1200年至400年）以來就存在，甚至可能貫穿該地區的早期農業文化。然而，人類犧牲的程度在幾個中部美洲文明中是未知的。 阿茲特克人的習俗與瑪雅活人祭祀的區別在於它融入日常生活的方式。 
1519 年，埃爾南·科爾特斯等探險家征服了阿茲特克首都特諾奇蒂特蘭，觀察並撰寫了有關活人祭祀習俗的報告。 參加科爾特斯遠征的貝爾納爾·迪亞斯·德爾卡斯蒂略在其回憶錄《征服新西班牙信史》中多次提到活人獻祭。 有許多西班牙修士撰寫的相關二手資料，與當地目擊者的證詞有關。 文獻記載得到了考古研究的支持。
自1970年代後期以來，大神廟和其他考古遺址的祭品發掘提供了中部美洲人群進行活人祭祀的物證。 截至 2020 年，考古學家在大神廟考古區的巍峨京觀（Hueyi Tzompantli）發現了 603具人類頭骨。
現代學者對阿茲特克人獻祭的做法提出了多種解釋。 許多學者現在認為，阿茲特克人的獻祭，尤其是在大流行病或其他危機等困難時期，是為了向眾神致敬。 大多數研究前哥倫布文明的學者將阿茲特克人的活人祭祀視為中部美洲悠久的活人祭祀文化傳統的一部分。

## 流傳
阿茲特克人可能從托爾特克人那裡學到活人獻祭；另外，馬雅、印加等文明也都有活人獻祭的文化。傳說當墨西加人還寄居在庫瓦坎當傭兵時，他們見識到了活人獻祭的習俗與傳說；之後，他們還向庫瓦坎的君王要求聯姻，但事後公主卻被獻祭，庫瓦坎人因此趕走了墨西加人。

## 祭品
獻祭犧牲者一般不會是墨西加認同的本地人，他們通常是衣著、語言、習俗都異於墨西加的外邦人、少部分是犯了重罪的本地人。戰俘是主要來源、其次是由從屬國進貢提供的。

## 獻祭方式
獻祭通常在各月的祭典中舉行，而獻給不同神明的犧牲者有其不同的方式。祭司以外的人並不會參與殺人，但旁觀者不僅會目睹全程，有些甚至本身就是犧牲者的提供者。有些的獻祭場合中，犧牲者會飲用宗教致幻劑，藉以達到節慶效果或壯膽。獻祭的準備過程其實相當繁複，而非一般人想像的殺人大會。很多慶典的祭品（犧牲者）要經過長時間的訓練，以期在慶典中能扮演良好的角色，達到祭典的目的。有些祭品在獻祭之前要進行多次的彩排，有些祭品的養成時間甚至長達一年。
主要的獻祭方式如下：
1. 獻祭者步上大神殿頂，躺在祭壇上，四肢被其他祭司壓住，他的胸膛被另一名祭司剖開，掏出跳動的心。心臟被獻給太陽神，屍身則被拋下金字塔，由提供祭品的團體帶回肢解、分食。
2. 祭品被綁緊，放到火堆中烤，最後再拉出屍居餘氣的祭品，剖心獻祭。通常用來獻祭給火神。由於祭品會遭受極大的痛苦，因此會向犧牲者臉上吹拂亞赫特利以減輕苦楚。
3. 祭品與一塊大石臺繫在一起，裝備不具傷害力的武器，與4名墨西哥戰士戰至力竭後，才剖心獻神。
4. 祭品扮演神明，進行一連串的慶祝活動，最後才被梟首。
5. 獻給水神或雨神的祭品是小孩。他們盛裝打扮，坐在轎子上遊街，最後喉嚨被刀子一抹，當作濺血的玉米之花獻給雨神。

### 宗教致幻劑entheogen
為減低痛苦、或讓祭品在慶典上瘋狂表演，祭司們也會使用一些宗教致幻劑或具有麻醉鎮定之物質。目前已知的只有下列兩種：
1. 黑曜岩刀水[9]：可能是加入其他草藥的龍舌蘭酒。[來源請求]
2. 亞赫特利（yauhtli）：可能是Tagetes lucida及混合了其它植物的混合物粉末，用作儀式香，有鎮定 (anxiolytic)、迷茫 (stupefying)及改變精神狀態 (psychotropic) 的作用。

《佛羅倫斯手抄本》中的宗教致幻劑成分得主要來源有繖房花序里韋亞、烏羽玉、曼陀羅、裸蓋菇等。

## 屍體處理
有些獻祭──如新皇登基、大型工程竣工等──會進行大量的活人獻祭。據說，在大神廟落成典禮上，有2萬人遭到被獻祭的命運。大量獻祭後的為數驚人的屍體如何處理，目前尚未有定論。一般的說法是：四肢被分食，軀幹則由皇家圈養的珍奇異獸處理，但此一說法仍無法處理大量的屍首。

## 人祭规模
关于阿兹特克的活人献祭规模，至今未有定论。流传较广的一种说法出自阿兹特克人被征服后，记录的是1487年大神庙重新开始献祭，在4天的献祭过程中共杀死了80400名俘虏。《阿兹特克人的战争》（Aztec Warfare）一书作者Ross Hassig认为该数字有些夸大，他认为整个献祭仪式中牺牲的俘虏“大致在10000到80400人之间”。最高估算的话，仪式期间大约每分钟杀死14人。但根据Codex Telleriano-Remensis （页面存档备份，存于）一书，阿玆特克老人告诉传教士的说法，整个1487年的献祭仪式中大约只杀死了4000人。
但这些都是不同的说法，具体的考古学证据仍然在不断发现中。而且目前考古学家发现，献祭的人不一定是俘虏，有些妇女和儿童是阿兹特克人自愿献祭的，这些人以往并未有计算到献祭人数中去。

## 流行文化
在电影《启示》中，描述馬雅人襲擊村落以取得獻祭者的情節可能有誤；犧牲者主要的取得方式是戰爭。